# Salacia fimbrisepala
Salacia fimbrisepala är en benvedsväxtart som beskrevs av Ludwig Eduard Theodor Loesener. Salacia fimbrisepala ingår i släktet Salacia och familjen Celastraceae. Inga underarter finns listade.